# Onda Rambla
Onda Rambla va ser una cadena de ràdio privada que va emetre entre 1991 i 2011. Va ser fundada pel periodista Luis del Olmo i durant les seves emissions va estar associada amb Onda Cero i Punto Radio. En els darrers anys d'emissió tenia els seus estudis centrals al número 441 de la Diagonal de Barcelona.

## Història

### Precedents (1987 - 1991)
Onda Rambla té el seu precedent amb Radio Popular de Barcelona. Aquesta emissora va començar a emetre a Barcelona l'1 d'agost de 1987, com una nova emissora de la Cadena COPE a l'FM de Barcelona. Luis del Olmo, a més de presentar el programa Protagonistas, va ser el president de l'emissora barcelonina de la Conferència Episcopal Espanyola.

### Onda Rambla - Onda Cero (1991 - 2004)
L'estiu 1991 Luis del Olmo deixa la cadena COPE a favor d'Onda Cero i al mateix temps crea Onda Rambla, amb els mateixos estudis i la mateixa freqüència que utilitzava Radio Popular (tot i que anys després aquesta va recuperar la freqüència). Gràcies a un acord entre Del Olmo i Onda Cero la programació d'aquesta darrera es va escoltar per les emissores d'Onda Rambla, ja que fins llavors Onda Cero només es podia escoltar per l'AM. Durant aquesta etapa es van realitzar diversos programes per a Onda Cero des dels estudis de Barcelona, com el programa Protagonistas i diversos programes de producció pròpia en català per a les emissores d'Onda Rambla. Pel que fa a la cobertura, es va cobrir gran part del territori català gràcies a les onze freqüències que disposava. El 1995 va rebre un Premi Ondas pel seu programa Tarde de todos.

### Onda Rambla - Cadena Punto Radio (2004 - 2011)
L'any 2004, Onda Cero va ser comprada pel grup Planeta, cosa que va provocar discrepàncies entre Del Olmo i la nova direcció. Al mateix temps, el president del grup Vocento li proposa crear una cadena d'àmbit estatal utilitzant les freqüències d'Onda Rambla per a Catalunya. D'aquesta manera, el 6 de setembre de 2004 van començar les emissions de Punto Radio. A Catalunya, Onda Rambla tenia un contracte de vinculació amb Onda Cero fins al 2009, el qual feia difícil el fet d'emetre la nova cadena a Catalunya. Finalment, totes dues parts varen arribar a un acord per trencar-ho a partir del 18 d'octubre de 2004. D'aquesta manera, el 18 d'agost de 2004, Onda Cero va recuperar les freqüències per on s'emetia Hit Ràdio (una emissora musical produïda per Onda Rambla amb les freqüències d'Onda Cero) per emetre la seva emissora. Al cap de poc temps, Onda Rambla va deixar de difondre la programació d'Onda Cero i, per no trencar l'acord, va començar a emetre música. Finalment, el 18 d'octubre de 2004 va començar la temporada radiofònica.
Al setembre de 2009, Punto Radio compra l'empresa Onda Ramblas SA, com també les emissores d'Onda Rambla.

### Desaparició de la marca (2011)
A partir de l'estiu de 2011, la marca Onda Rambla va desaparèixer per donar presència a la marca estatal Punto Radio. De mica en mica va desaparèixer el nom de la continuïtat de l'emissora, l'RDS i els dominis d'Onda Rambla redirigien a Punto Radio. A 3 d'octubre de 2011 va adoptar la marca ABC Punto Radio, igual que la resta de cadenes Punto Radio de l'estat. Finalment, amb el tancament de ABC Punto Radio va començar a difondre la programació de COPE Catalunya i Andorra juntament amb els programes en català que s'emetien per ABC Punto Radio. El març de 2013, el grup Vocento, propietari de la Cadena ABC Radio (anteriorment Punto Radio o ABC-Punto Radio) va anunciar la fi de les seves emissions, i va llogar els seus espais emissors a la Cadena COPE.

## Programació
La seva programació era de caràcter generalista, amb una mescla de a programació en cadena d'Onda Cero o Punto Radio juntament amb programació pròpia en català.

### Programes de Punto Radio
- A día de hoy.
- Ana en punto radio.
- De costa a costa.
- El mirador del deporte.
- La liga viva.
- Las dos en punto.
- Luces en la oscuridad.
- La tarde de Ramon García.
- Protagonistas.
- Salud y calidad de vida.
- La trilla.

### Programes de producció pròpia
- La ciutat de nit.
- La ciutat de tots.
- La nit de l'Ornitorinc.
- La Plaza.
- Cine en el Cuerpo
- it's your time
- Salut i qualitat de vida.
- Cocodril club.
- Flaps
- De la terra a la lluna.
- Sense fronteres.

## Emissores i freqüències
- Onda Rambla Barcelona: 89.8 FM.
- Onda Rambla Centre 92.2 FM.
- Onda Rambla Costa Brava: 90.1 FM.
- Onda Rambla Girona: 89.9 FM.
- Onda Rambla Cerdanya: 93.4 FM.
- Onda Rambla Val d'Aran: 99.3 FM.
- Onda Rambla Lleida: 100.2 FM.
- Onda Rambla Mequinenza: 95.5 FM.
- Onda Rambla Osona: 92.8 FM.
- Onda Rambla Pirineus: 98.1 FM
- Onda Rambla Tarragona: 91.0 FM.
- Onda Rambla Tortosa: 98.0 FM.
- Onda Rambla Vilanova: 1485 AM.